# Gil Young-ah
Gil Young-ah (Hangul: 길영아, Hanja: 吉永雅, H.K.R.: Gil Yeong-a, M-R: Kil Yŏng-a) (Ansan, 11 april 1970) is een voormalig Zuid-Koreaans badmintonster.

## Olympische Spelen
Gil Young-ah deed namens Zuid-Korea mee aan de Olympische Spelen van 1992 (Barcelona) en de Olympische Spelen van 1996 (Atlanta) en heeft daar in totaal drie medailles gewonnen, waaronder één gouden.
In 1992 won ze samen met haar partner Shim Eun-jung de bronzen medaille in het vrouwen dubbelspel.
In 1996 behaalde ze nu finale van het vrouwen dubbelspel, deze keer met Jang Hye-ock als partner. Deze finale werd verloren van het Chinese koppel Ge Fei/Gu Jun. In het gemengd dubbelspel, samen met Kim Dong-moon, won ze het Koreaanse onderonsje in de finale van Park Joo-bong/Ra Kyung-min en behaalde ze haar enige Olympische goud.
1996: Gil Young-ah & Kim Dong-moon ·
2000: Gao Ling & Zhang Jun ·
2004: Gao Ling & Zhang Jun ·
2008: Lee Yong-dae & Lee Hyo-jung ·
2012: Zhang Nan & Zhao Yunlei ·
2016: Tontowi Ahmad & Lilyana Natsir ·
2020: Huang Dongping & Wang Yilyu ·
2024: Huang Yaqiong & Zheng Siwei